# Jacky Haran
Jacky Haran (ur. 12 maja 1943 roku) – francuski kierowca wyścigowy.

## Kariera
Haran rozpoczął karierę w międzynarodowych wyścigach samochodowych w 1973 roku od startów w Francuskiej Formule Renault. Z dorobkiem siedmiu punktów uplasował się na 22 pozycji w klasyfikacji generalnej. W późniejszych latach Francuz pojawiał się także w stawce French Touring Car Championship, World Championship for Drivers and Makes, 24-godzinnego wyścigu Le Mans oraz FIA World Endurance Championship.